# Audrey Gerbel
Audrey Gerbel, née le 27 juillet 1994, est une arbitre fédérale et française de football officiant en D1 Arkema et au niveau international.

## Biographie

### Carrière d'arbitre
Audrey Gerbel commence l'arbitrage à 18 ans, tout en jouant en tant que footballeuse au club d'Issy-les-Moulineaux en U19. Durant ses premières années, elle alterne entre ses responsabilités d'arbitre et son rôle de joueuse avant de choisir de se consacrer entièrement à l'arbitrage après une pause pour ses études.
Elle gravit rapidement les échelons, obtenant son écusson fédéral féminin 2 (FFE2) en 2019, puis accédant au niveau fédéral féminin 1 (FFE1) en 2022. En janvier 2023, elle est promue arbitre internationale.
Audrey Gerbel atteint la D1 Arkema en janvier 2022. Elle fait partie des arbitres qui représentent une nouvelle génération, intégrant la technologie et une approche moderne de l'arbitrage. Elle est la première arbitre féminine de D1 Arkema être choisie pour une opération innovante : être sonorisée par Canal+ pour un derby parisien entre le Paris Saint-Germain et Fleury,,,.
Audrey Gerbel est également active dans la formation des arbitres. Membre de la Commission Départementale d’Arbitrage des Hauts-de-Seine, elle contribue à sensibiliser et accompagner les jeunes dans l’arbitrage. Elle participe également aux journées de l'arbitrage,.

## Statistiques*
*Chiffres non contractuels. Données difficiles à récupérer.
| Catégorie                                 | Nombres de matchs |
| Arkema Premiere Ligue                     | 15                |
| Seconde Ligue                             | 1                 |
| National 2                                | 7                 |
| National 3                                | 4                 |
| Coupe de France (Féminin)                 | 2                 |
| Qualifications européennes féminines U-17 | 3                 |
| Qualifications européennes féminines U-19 | 1                 |
| Ligue féminine des Nations de l'UEFA      | 1                 |
| UEFA Euro Féminin                         | 1                 |
| ----------------------------------------- | ----------------- |